# Forêts riveraines des ruisseaux des Rajans, du Caron et de la Combe Pigna
Les Forêts riveraines des ruisseaux des Rajans, du Caron et de la Combe Pigna sont une zone naturelle d'intérêt écologique, faunistique et floristique de type I, située sur les communes de La Bâtie-Divisin, Pressins et Velanne dans le département de l'Isère  en France.
Les ruisseaux de Rajan et de Combe Pigna sont des affluents de la Bièvre.

## Description du site
Le site est un boisement de feuillus ombragés et humides situé dans un vallon peu accessible.

## Flore
Le site comprend les espèces remarquables protégées suivantes :
- Dorine à feuilles opposées, Chrysosplenium oppositifolium L.
- Dorine à feuilles alternes Chrysosplenium alternifolium L.
- Polystic à aiguillons Polystichum aculeatum (L.) Roth
- Polystic à dents sétacées Polystichum setiferum (Forsskål) Woynar
- Isopyre faux pigamon Isopyrum thalictroides (L.) E. Nardi
- Prêle d'hiver Equisetum hyemale L.
- Millepertuis androsème Hypericum androsaemum L.
- Millepertuis élégant Hypericum pulchrum L.
- Scrophulaire auriculée Scrophularia auriculata[1]